# Nouara Naghouche
Nouara Naghouche est une comédienne et humoriste française d'origine algérienne.

## Biographie
En 1999, elle commence sa carrière théâtrale avec la création de son premier One Woman Show, Nous avons tous la même histoire, mis en scène par Barbara Boichot qui est présenté au centre socio culturel Europe de Colmar ainsi qu'à Strasbourg et à  Paris.
Nouara anime par ailleurs de nombreux ateliers de pratique théâtrale et suit différentes formations théâtrales.
En 2009, elle est nommée aux Molières dans la catégorie « révélation théâtrale ».
En 2013, invitée par la Compagnie du Caméléon, elle se produit durant trois semaines en Polynésie Française.